# Family Circle Cup 1987
Il Family Circle Cup 1987 è stato un torneo di tennis giocato sulla terra verde.
È stata la 15ª edizione del Family Circle Cup, che fa parte del Virginia Slims World Championship Series 1987.
Si è giocato al Sea Pines Plantation di Hilton Head Island negli Stati Uniti dal 6 al 12 aprile 1987.

## Campionesse

### Singolare
Steffi Graf ha battuto in finale  Manuela Maleeva Fragniere con il punteggio di 6–2, 4–6, 6–3

### Doppio
Mercedes Paz /  Eva Pfaff hanno battuto in finale  Zina Garrison /  Lori McNeil con il punteggio di 7–6(6), 7–5